# Pentax K-70
Pentax K-70 — 24-мегапиксельная компактная неполнокадровая цифровая зеркальная камера, анонсированная компанией Ricoh 8 июня 2016. В отличие от ранее представленного APS-C флагмана K-3 II, она имеет вспышку, поворотный-дисплей и встроенный Wi-Fi. Так же, как и K-3, она позволяет делать снимки с Pixel Shift, дающие более высокое цветовое разрешение, но требующие неподвижной камеры.
Это — первая камера Pentax, которая имеет насенсорные элементы PDAF (фазового автофокуса), обеспечивающие гибридный автофокус и дающие возможность непрерывной автофокусировки во время видеосъёмки.
Как и её предшественники K-50 и K-S2, Pentax K-70 является влагонепроницаемой. Её цена и уровень в общих чертах определяют её как топовую камеру начального уровня — в отличие от флагманской модели, ей не хватает второго экрана и второго слота для карты памяти. Она также использует чип PRIME MII с худшими характеристиками, зато объединяет её с «недавно разработанным ускорителем». Впервые для камер Pentax с сенсором APS-C доступна чувствительность ISO 102,400. Сенсор камеры выдаёт 14-битные значения.
В 2022 году была перевыпущена с полностью аналогичными характеристиками под новым названием Pentax KF.